# Leichtathletik-Weltmeisterschaften 1995/Teilnehmer (Deutschland)
| Goldmedaillen | Silbermedaillen | Bronzemedaillen |
| ------------- | --------------- | --------------- |
| 2             | 2               | 2               |

Deutschland stellte mindestens 40 Teilnehmerinnen und 42 Teilnehmer bei den Leichtathletik-Weltmeisterschaften 1995 in der schwedischen Stadt Göteborg.

## Medaillen
Mit je zwei gewonnenen Gold-, Silber- und Bronzemedaillen belegte das deutsche Team Platz 3 im Medaillenspiegel.
 Gold
- Astrid Kumbernuss: Kugelstoßen
- Lars Riedel: Diskuswurf

 Silber
- Alina Astafei: Hochsprung
- Ilke Wyludda: Diskuswurf

 Bronze
- Boris Henry: Speerwurf
- Melanie Paschke, Silke Lichtenhagen, Silke-Beate Knoll und Gabriele Becker: 4 × 100 m

## Ergebnisse

### Männer

#### Laufdisziplinen
| Athlet               | Disziplin        | Vorlauf      | Vorlauf | Viertelfinale        | Viertelfinale        | Halbfinale           | Halbfinale           | Finale               | Finale               |
| Athlet               | Disziplin        | Zeit         | Platz   | Zeit                 | Platz                | Zeit                 | Platz                | Zeit                 | Platz                |
| -------------------- | ---------------- | ------------ | ------- | -------------------- | -------------------- | -------------------- | -------------------- | -------------------- | -------------------- |
| Marc Blume           | 100 m            | 10,39 s      | 28      | 10,40 s              | 28                   | nicht qualifiziert   | nicht qualifiziert   | –––                  | –––                  |
| Marc Blume           | 200 m            | 20,86 s      | 33      | nicht qualifiziert   | nicht qualifiziert   | –––                  | –––                  | –––                  | –––                  |
| Robert Kurnicki      | 200 m            | 20,61 s      | 9       | 20,67 s              | 19                   | nicht qualifiziert   | nicht qualifiziert   | –––                  | –––                  |
| Alexander Lack       | 200 m            | 20,97 s      | 38      | nicht qualifiziert   | nicht qualifiziert   | –––                  | –––                  | –––                  | –––                  |
| Nico Motchebon       | 800 m            | 1:46,14 min  | 1       |                      |                      | 1:47,96 min          | 2                    | 1:45,97 min          | 4                    |
| Jens-Peter Herold    | 1500 m           | 3:49,24 min  | 38      |                      |                      | nicht qualifiziert   | nicht qualifiziert   | –––                  | –––                  |
| Rüdiger Stenzel      | 1500 m           | 3:40,65 min  | 15      |                      |                      | nicht qualifiziert   | nicht qualifiziert   | –––                  | –––                  |
| Dieter Baumann       | 5000 m           | 13:30,59 min | 13      |                      |                      |                      |                      | 13:39,98 min         | 9                    |
| Stéphane Franke      | 10.000 m         | 27:50,93 min | 9       |                      |                      |                      |                      | 27:48,88 min         | 7                    |
| Stephan Freigang     | 10.000 m         | 28:17,04 min | 22      |                      |                      |                      |                      | nicht qualifiziert   | nicht qualifiziert   |
| Konrad Dobler        | Marathon         |              |         |                      |                      |                      |                      | 2:18:09 h            | 14                   |
| Rainer Wachenbrunner | Marathon         |              |         |                      |                      |                      |                      | Rennen nicht beendet | Rennen nicht beendet |
| Sven Göhler          | 110 m Hürden     | 13,74 s      | 20      | Rennen nicht beendet | Rennen nicht beendet | –––                  | –––                  | –––                  | –––                  |
| Eric Kaiser          | 110 m Hürden     | 13,63 s      | 14      | 13,50 s              | 10                   | 13,71 s              | 15                   | nicht qualifiziert   | nicht qualifiziert   |
| Florian Schwarthoff  | 110 m Hürden     | 13,45 s      | 4       | 13,24 s              | 2                    | Rennen nicht beendet | Rennen nicht beendet | –––                  | –––                  |
| Olaf Hense           | 400 m Hürden     | 52,35 s      | 45      |                      |                      | nicht qualifiziert   | nicht qualifiziert   | –––                  | –––                  |
| Michael Kaul         | 400 m Hürden     | 50,23 s      | 27      |                      |                      | nicht qualifiziert   | nicht qualifiziert   | –––                  | –––                  |
| Stephan Striezel     | 400 m Hürden     | 51,65 s      | 40      |                      |                      | nicht qualifiziert   | nicht qualifiziert   | –––                  | –––                  |
| Kim Bauermeister     | 3000 m Hindernis | 8:24,18 min  | 6       |                      |                      | 8:22,33 min          | 7                    | 8:18,57 min          | 8                    |
| Steffen Brand        | 3000 m Hindernis | 8:26,45 min  | 16      |                      |                      | 8:26,35 min          | 11                   | 8:14,37 min          | 4                    |
| Martin Strege        | 3000 m Hindernis | 8:24,18 min  | 6       |                      |                      | 8:22,37 min          | 7                    | 8:18,57 min          | 8                    |

#### Sprung-/Wurfdisziplinen
| Athlet             | Disziplin      | Qualifikation    | Qualifikation    | Finale             | Finale             |
| Athlet             | Disziplin      | Weite            | Platz            | Weite              | Platz              |
| ------------------ | -------------- | ---------------- | ---------------- | ------------------ | ------------------ |
| Wolf-Hendrik Beyer | Hochsprung     | 2,24 m           | 17               | nicht qualifiziert | nicht qualifiziert |
| Wolfgang Kreißig   | Hochsprung     | 2,24 m           | 17               | nicht qualifiziert | nicht qualifiziert |
| Ralf Sonn          | Hochsprung     | 2,20             | 30               | nicht qualifiziert | nicht qualifiziert |
| Tim Lobinger       | Stabhochsprung | 5,65 m           | 8                | 5,40 m             | 11                 |
| Andrei Tivontschik | Stabhochsprung | 5,65 m           | 10               | 5,60 m             | 9                  |
| Georg Ackermann    | Weitsprung     | 8,13 m           | 5                | 8,14 m             | 4                  |
| Konstantin Krause  | Weitsprung     | 7,68 m           | 24               | nicht qualifiziert | nicht qualifiziert |
| Oliver-Sven Buder  | Kugelstoßen    | 19,91 m          | 5                | 20,11 m            | 6                  |
| Thorsten Herbrand  | Kugelstoßen    | 18,30 m          | 24               | nicht qualifiziert | nicht qualifiziert |
| Jonny Reinhardt    | Kugelstoßen    | 18,89 m          | 15               | nicht qualifiziert | nicht qualifiziert |
| Michael Möllenbeck | Diskuswurf     | 59,76 m          | 15               | nicht qualifiziert | nicht qualifiziert |
| Lars Riedel        | Diskuswurf     | 63,64 m          | 3                | 68,76 m CR         | Gold               |
| Jürgen Schult      | Diskuswurf     | 61,92 m          | 7                | 64,44 m            | 5                  |
| Claus Dethloff     | Hammerwurf     | 69,64 m          | 27               | nicht qualifiziert | nicht qualifiziert |
| Karsten Kobs       | Hammerwurf     | 72,96 m          | 16               | nicht qualifiziert | nicht qualifiziert |
| Heinz Weis         | Hammerwurf     | nicht angetreten | nicht angetreten | –––                | –––                |
| Raymond Hecht      | Speerwurf      | 79,82 m          | 10               | 83,30 m            | 4                  |
| Boris Henry        | Speerwurf      | 87,60 m          | 2                | 86,08 m            | Bronze             |
| Andreas Linden     | Speerwurf      | 80,16 m          | 9                | 80,76 m            | 8                  |

#### Zehnkampf
| Name           | 100 m         | Weitsprung    | Kugelstoßen   | Hochsprung    | 400 m                 | 110 m Hürden          | Diskuswurf | Stabhochsprung | Speerwurf | 1500 m | Punkte | Platz                   |
| Thorsten Dauth | 11,10 s 838 P | 6,72 m 748 P  | 15,16 m 800 P | 1,86 m 679 P  | nicht mehr angetreten | –––                   | –––        | –––            | –––       | –––    | 3065   | Wettkampf nicht beendet |
| Michael Kohnle | 11,24 s 808 P | 7,49 m 932 P  | 15,35 m 811 P | 1,98 m 785 P  | disqualifiziert 0 P   | nicht mehr angetreten | –––        | –––            | –––       | –––    | 3336   | Wettkampf nicht beendet |
| Paul Meier     | 2339          | 11,51 s 750 P | 7,11 m 840 P  | 14,33 m 749 P | nicht mehr angetreten | –––                   | –––        | –––            | –––       | –––    | 2339   | Wettkampf nicht beendet |

### Frauen

#### Laufdisziplinen
| Athletin                                                                                     | Disziplin    | Vorlauf              | Vorlauf              | Viertelfinale      | Viertelfinale      | Halbfinale         | Halbfinale         | Finale               | Finale               |
| Athletin                                                                                     | Disziplin    | Zeit                 | Platz                | Zeit               | Platz              | Zeit               | Platz              | Zeit                 | Platz                |
| -------------------------------------------------------------------------------------------- | ------------ | -------------------- | -------------------- | ------------------ | ------------------ | ------------------ | ------------------ | -------------------- | -------------------- |
| Gabriele Becker                                                                              | 100 m        | 11,54 s              | 28                   | 11,54 s            | 27                 | nicht qualifiziert | nicht qualifiziert | –––                  | –––                  |
| Melanie Paschke                                                                              | 100 m        | 11,15 s              | 2                    | 11,27 s            | 11                 | 11,13 s            | 7                  | 11,10 s              | 6                    |
| Andrea Philipp                                                                               | 100 m        | 11,66 s              | 39                   | nicht qualifiziert | nicht qualifiziert | –––                | –––                | –––                  | –––                  |
| Silke-Beate Knoll                                                                            | 200 m        | 22,46 s              | 2                    |                    |                    | 22,57 s            | 5                  | 22,66 s              | 5                    |
| Silke Lichtenhagen                                                                           | 200 m        | 23,19 s              | 23                   |                    |                    | nicht qualifiziert | nicht qualifiziert | –––                  | –––                  |
| Melanie Paschke                                                                              | 200 m        | 22,81 s              | 11                   |                    |                    | 22,60 s            | 7                  | 22,60 s              | 4                    |
| Linda Kisabaka                                                                               | 400 m        | 51,96 s              | 26                   |                    |                    | nicht qualifiziert | nicht qualifiziert | –––                  | –––                  |
| Sandra Kuschmann                                                                             | 400 m        | 51,99 s              | 29                   |                    |                    | nicht qualifiziert | nicht qualifiziert | –––                  | –––                  |
| Uta Rohländer                                                                                | 400 m        | 51,68 s              | 24                   |                    |                    | 51,99 s            | 20                 | nicht qualifiziert   | nicht qualifiziert   |
| Anne Bruns                                                                                   | 800 m        | 2:03,16 min          | 20                   |                    |                    | nicht qualifiziert | nicht qualifiziert | –––                  | –––                  |
| Andrea Karhoff                                                                               | 5000 m       | 16:02,26 min         | 34                   |                    |                    | nicht qualifiziert | nicht qualifiziert | –––                  | –––                  |
| Monika Schäfer                                                                               | 5000 m       | Rennen nicht beendet | Rennen nicht beendet |                    |                    | –––                | –––                | –––                  | –––                  |
| Kathrin Weßel                                                                                | 10.000 m     | 32:46,51 min         | 19                   |                    |                    |                    |                    | 31:55,04 min         | 10                   |
| Birgit Jerschabek                                                                            | Marathon     |                      |                      |                    |                    |                    |                    | Rennen nicht beendet | Rennen nicht beendet |
| Sonja Krolik                                                                                 | Marathon     |                      |                      |                    |                    |                    |                    | 2:32:17 h            | 8                    |
| Heike Blaßneck                                                                               | 100 m Hürden | 13,47 s              | 27                   |                    |                    | nicht qualifiziert | nicht qualifiziert | –––                  | –––                  |
| Birgit Hamann                                                                                | 100 m Hürden | 13,21 s              | 20                   |                    |                    | nicht qualifiziert | nicht qualifiziert | –––                  | –––                  |
| Caren Jung                                                                                   | 100 m Hürden | 13,13 s              | 16                   |                    |                    | nicht qualifiziert | nicht qualifiziert | –––                  | –––                  |
| Heike Meißner                                                                                | 400 m Hürden | 55,95 s              | 6                    |                    |                    | 56,75 s            | 8                  | 54,86 s              | 4                    |
| Silvia Rieger                                                                                | 400 m Hürden | 55,75 s              | 4                    |                    |                    | 55,69 s            | 4                  | 55,01 s              | 6                    |
| Melanie Paschke, Silke Lichtenhagen, Silke-Beate Knoll und Gabriele Becker                   | 4 × 100 m    | 42,83 s              | 6                    |                    |                    |                    |                    | 43,01 s              | Bronze               |
| Karin Janke, Sandra Kuschmann (Vorlauf), Linda Kisabaka, Uta Rohländer und Silke-Beate Knoll | 4 × 400 m    | 3:23,84 min          | 4                    |                    |                    |                    |                    | 3:26,10 min          | 4                    |
| Kathrin Boyde                                                                                | 10 km Gehen  |                      |                      |                    |                    |                    |                    | disqualifiziert      | disqualifiziert      |
| Beate Gummelt                                                                                | 10 km Gehen  |                      |                      |                    |                    |                    |                    | 43:15 min            | 10                   |
| Simone Thust                                                                                 | 10 km Gehen  |                      |                      |                    |                    |                    |                    | 45:24 min            | 29                   |

#### Sprung-/Wurfdisziplinen
| Athletin          | Disziplin   | Qualifikation | Qualifikation | Finale             | Finale             |
| Athletin          | Disziplin   | Weite/Höhe    | Platz         | Weite/Höhe         | Platz              |
| ----------------- | ----------- | ------------- | ------------- | ------------------ | ------------------ |
| Alina Astafei     | Hochsprung  | 1,95 m        | 3             | 1,99 m             | Silber             |
| Heike Balck       | Hochsprung  | 1,80 m        | 31            | nicht qualifiziert | nicht qualifiziert |
| Heike Henkel      | Hochsprung  | 1,93 m        | 13            | nicht qualifiziert | nicht qualifiziert |
| Heike Drechsler   | Weitsprung  | 6,70 m        | 6             | 6,64 m             | 9                  |
| Claudia Gerhardt  | Weitsprung  | 6,40 m        | 23            | nicht qualifiziert | nicht qualifiziert |
| Ramona Molzan     | Dreisprung  | 13,90 m       | 15            | nicht qualifiziert | nicht qualifiziert |
| Astrid Kumbernuss | Kugelstoßen | 19,83 m       | 1             | 21,22 m            | Gold               |
| Kathrin Neimke    | Kugelstoßen | 19,07 m       | 2             | 19,30 m            | 4                  |
| Stephanie Storp   | Kugelstoßen | 18,36 m       | 10            | 18,81 m            | 8                  |
| Franka Dietzsch   | Diskuswurf  | 59,78 m       | 12            | 61,28 m            | 7                  |
| Jana Lauren       | Diskuswurf  | 59,56 m       | 13            | nicht qualifiziert | nicht qualifiziert |
| Ilke Wyludda      | Diskuswurf  | 65,24 m       | 1             | 67,20 m            | Silber             |
| Tanja Damaske     | Speerwurf   | 62,82 m       | 2             | 62,32 m            | 6                  |
| Steffi Nerius     | Speerwurf   | 62,62 m       | 3             | 56,50 m            | 11                 |
| Silke Renk        | Speerwurf   | 58,86 m       | 15            | nicht qualifiziert | nicht qualifiziert |

#### Siebenkampf
| Name            | 100 m Hürden   | Hochsprung   | Kugelstoßen           | 200 m                 | Weitsprung   | Speerwurf             | 800 m | Punkte | Platz                   |
| Peggy Beer      | 13,88 s 995 P  | 1,74 m 903 P | 13,24 m 743 P         | 24,88 s 898 P         | 4,08 m 326 P | nicht mehr angetreten | –––   | 3865   | Wettkampf nicht beendet |
| Sabine Braun    | 13,41 s 1063 P | 1,80 m 978 P | nicht mehr angetreten | –––                   | –––          | –––                   | –––   | 2401   | Wettkampf nicht beendet |
| Heike Drechsler | 13,86 s 998 P  | 1,80 m 978 P | 13,12 m 735 P         | nicht mehr angetreten | –––          | –––                   | –––   | 2711   | Wettkampf nicht beendet |